# رابرت لاونهایم
رابرت لاونهایم (انگلیسی: Robert Lovenheim) فیلم‌نامه‌نویس، تهیه‌کننده فیلم و تهیه‌کننده تلویزیونی اهل ایالات متحده آمریکا است. وی دانش‌آموختهٔ دانشگاه کالیفرنیای جنوبی است و کارش را در کلمبیا پیکچرز آغاز کرد و برای شرکت‌های دیگری نیز همچون اچ‌بی‌او، سی‌بی‌اس، ای‌بی‌سی و ان‌بی‌سی هم تهیه‌کنندگی کرد.
از فیلم‌ها یا مجموعه‌های تلویزیونی که وی در تهیهٔ آن‌ها نقش داشته است، می‌توان به ستیزه‌جویان و اسلج همر! اشاره نمود.